# ريبيرا غراندي

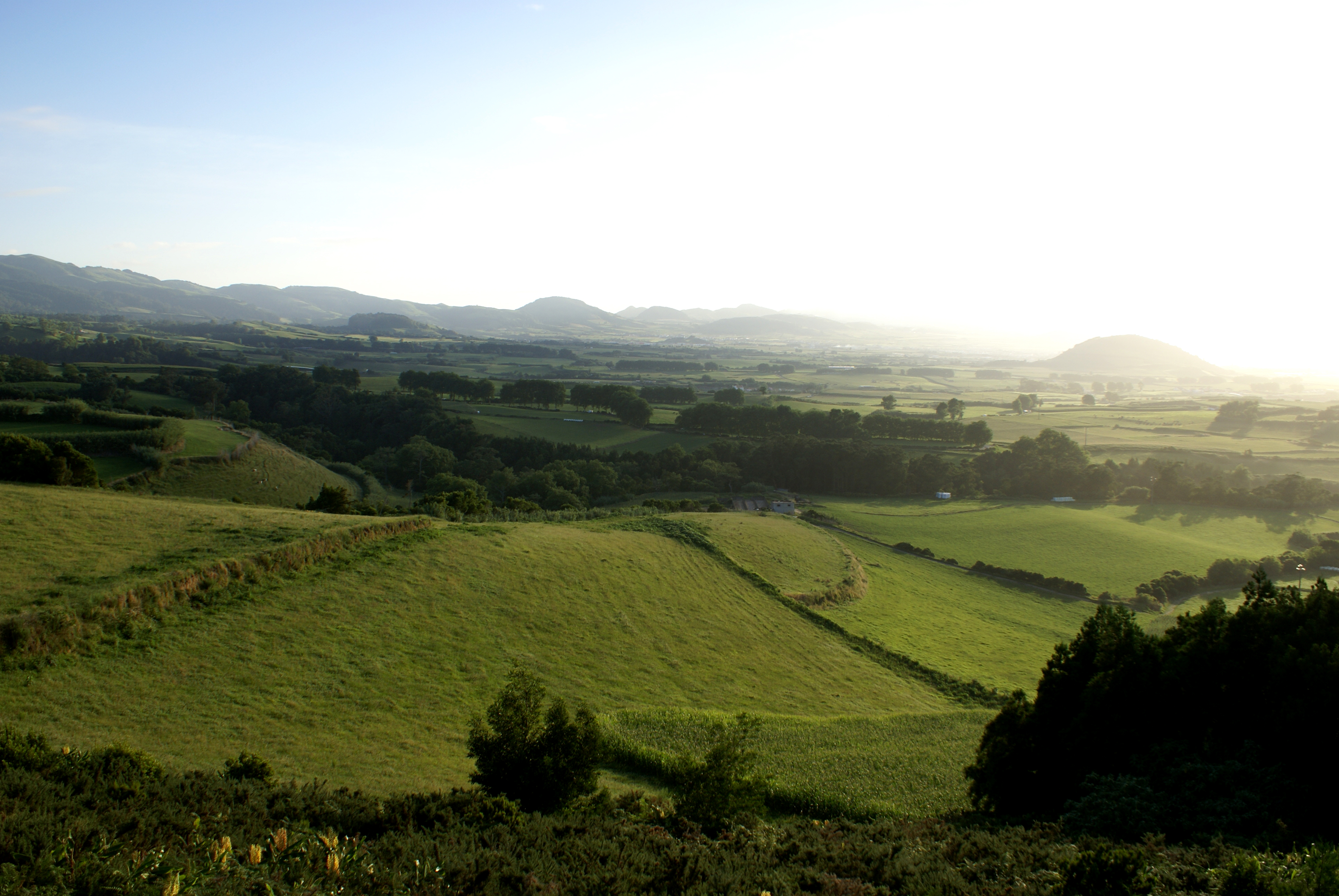

ريبيرا غراندي هي بلدية في الجزء الشمالي من جزيرة ساو ميغيل في جزر الأزور البرتغالية. بلغ عدد السكان 32,112 نسمة في تعداد عام 2011، تبلغ مساحتها 180.15 كيلومتر مربع.

## توأمة
لريبيرا غراندي اتفاقيات توأمة مع كل من:
- لاغوس
- بورتو أليغري
- ريبيرا غراندي دي سانتياغو، الرأس الأخضر [الإنجليزية]‏
- سومرفيل